# Capitan (bande dessinée)
Pour les articles homonymes, voir Capitan.
Capitan est une série de bande dessinée créée en 1963 par Liliane Funcken et Fred Funcken dans le Journal de Tintin narrant les aventures du gascon Capitan de Castaignac, un bretteur aventurier vivant au XVIIe siècle, à l'époque des mousquetaires, devenu agent secret aux ordres du cardinal de Richelieu.

## Épisodes
| Description de l'épisode | Description de l'épisode          | Description de l'épisode | Description de l'épisode | Description de l'épisode | Description de l'épisode | Prépublication ( Belgique) | Prépublication ( Belgique) | Prépublication ( Belgique) | Prépublication ( Belgique) | Prépublication ( Belgique) | Album                          | Album                            | Album                             | Album        | Album                   | Album                                                                             | Album |
| N°                       | Titre                             | Nombre de pages          | Scénario                 | Dessin                   | Résumé | Périodique                 | De                         | De                         | À                          | À                          | de collection                  | de collection                    | Titre de l'album                  | Date         | Éditeur                 | Remarque                                                                          |       |
| N°                       | Titre                             | Nombre de pages          | Scénario                 | Dessin                   | Résumé | Périodique                 | N°                         | Date                       | N°                         | Date                       | Titre                          | N°                               | Titre de l'album                  | Date         | Éditeur                 | Remarque                                                                          |       |
| ------------------------ | --------------------------------- | ------------------------ | ------------------------ | ------------------------ | --- | -------------------------- | -------------------------- | -------------------------- | -------------------------- | -------------------------- | ------------------------------ | -------------------------------- | --------------------------------- | ------------ | ----------------------- | --------------------------------------------------------------------------------- | ----- |
|                          |                                   |                          |                          |                          | Plusieurs récits complets (histoires courtes) ont été publiés dans Tintin Sélection. | Tintin Sélection           |                            |                            |                            |                            |                                |                                  | Le château du cauchemar           | janvier 1980 | Bédéscope               | album broché en noir et blanc regroupant des épisodes parus dans Tintin Sélection |       |
| 1                        | En garde, Capitan!                | 30                       | Liliane et Fred Funcken  | Liliane et Fred Funcken  | Arrivé à Paris, accompagné de son valet Larose, où il espère faire fortune, Capitan est embauché au service de Concini par Montravel, capitaine des gardes qui l'a vu à l'oeuvre. Chargé de porter un message au sire de Beauvray, il est pris pour l'assassin du fils de ce dernier. | le Journal de Tintin       | 37                         | 10 septembre 1963          | 51                         | 17 décembre 1963           | Jeune Europe                   | 36                               | En garde, Capitan!                | janvier 1965 | Lombard                 | album broché en couleur                                                           |       |
| 1                        | En garde, Capitan!                | 30                       | Liliane et Fred Funcken  | Liliane et Fred Funcken  | Arrivé à Paris, accompagné de son valet Larose, où il espère faire fortune, Capitan est embauché au service de Concini par Montravel, capitaine des gardes qui l'a vu à l'oeuvre. Chargé de porter un message au sire de Beauvray, il est pris pour l'assassin du fils de ce dernier. | le Journal de Tintin       | 37                         | 10 septembre 1963          | 51                         | 17 décembre 1963           |                                |                                  | En garde, Capitan!                |              | Récréabull              | album broché en couleur                                                           |       |
| 2                        | Capitan contre les conspirateurs  | 30                       | Liliane et Fred Funcken  | Liliane et Fred Funcken  | | le Journal de Tintin       | 14                         | 7 avril 1964               | 28                         | 14 juillet 1964            | Jeune Europe                   | 36                               | En garde, Capitan!                | janvier 1965 | Lombard                 | album broché en couleur                                                           |       |
| 2                        | Capitan contre les conspirateurs  | 30                       | Liliane et Fred Funcken  | Liliane et Fred Funcken  | | le Journal de Tintin       | 14                         | 7 avril 1964               | 28                         | 14 juillet 1964            |                                | Capitan contre les conspirateurs | 1986                              | Récréabull   | album broché en couleur |                                                                                   |       |
| 3                        | Capitan défie d'Artagnan          | 48                       | Liliane et Fred Funcken  | Liliane et Fred Funcken  | | le Journal de Tintin       | 38                         | 22 septembre 1964          | 52                         | 29 décembre 1964           | Une histoire du Journal Tintin | 6                                | Capitan défie d'Artagnan          | janvier 1966 | Lombard                 | album broché en couleur                                                           |       |
| 4                        | Capitan et le Masque de cuir      | 30                       | Liliane et Fred Funcken  | Liliane et Fred Funcken  | Capitan, aidé de D'artagnan et de Larose, vole à la rescousse d'un homme portant un masque de cuir. | le Journal de Tintin       | 14                         | 6 avril 1965               | 28                         | 13 juillet 1965            | Une histoire du Journal Tintin | 12                               | Capitan et le Masque de cuir      | janvier 1967 | Lombard                 | album broché en couleur                                                           |       |
| 5                        | Capitan et l'agent secret         | 30                       | Liliane et Fred Funcken  | Liliane et Fred Funcken  | Capitan, accompagné de D'artagnan et de Larose, vole à la rescousse d'un agent secret du cardinal de Richelieu. | le Journal de Tintin       | 46                         | 16 novembre 1965           | 8                          | 22 février 1966            | Une histoire du Journal Tintin | 22                               | Capitan et l'agent secret         | janvier 1968 | Lombard                 | album broché en couleur                                                           |       |
| 6                        | Capitan et le tranche-gousset     | 8                        | Acar                     | Liliane et Fred Funcken  | | le Journal de Tintin       | 12                         | 22 mars 1966               |                            |                            |                                |                                  | Danger à Tanger                   | janvier 1980 | Bédéscope               | album broché en noir et blanc                                                     |       |
| 7                        | Capitan et le coffret d'ébène     | 44                       | Liliane et Fred Funcken  | Liliane et Fred Funcken  | | le Journal de Tintin       | 46                         | 16 novembre 1965           | 8                          | 22 février 1966            | Jeune Europe                   | 75                               | Capitan et le coffret d'ébène     | janvier 1972 | Lombard                 | album broché en couleur                                                           |       |
| 8                        | Mission spéciale                  | 44                       | Liliane et Fred Funcken  | Liliane et Fred Funcken  | | le Journal de Tintin       | 42                         | 18 octobre 1966            | 2                          | 10 janvier 1967            | Jeune Europe                   | 90                               | Mission spéciale                  | janvier 1973 | Lombard                 | album broché en couleur                                                           |       |
| 9                        | Pari pour Tornade                 | 7                        | Yves Duval               | Liliane et Fred Funcken  | | le Journal de Tintin       | 12                         | 25 mars 1969               |                            |                            |                                |                                  | Danger à Tanger                   | janvier 1980 | Bédéscope               | album broché en noir et blanc                                                     |       |
| 10                       | Capitan et le prince des ténèbres | 44                       | Liliane et Fred Funcken  | Liliane et Fred Funcken  | | le Journal de Tintin       | 23                         | 9 juin 1970                | 39                         | 29 septembre 1970          | Jeune Europe                   | 94                               | Capitan et le prince des ténèbres | janvier 1974 | Lombard                 | album broché en couleur                                                           |       |
| 11                       | Pile ou face                      | 10                       | Yves Duval               | Liliane et Fred Funcken  | | le Journal de Tintin       | 51                         | 22 décembre 1970           |                            |                            |                                |                                  |                                   |              |                         |                                                                                   |       |
| 12                       | Une mémorable omelette            | 4                        | Yves Duval               | Liliane et Fred Funcken  | | le Journal de Tintin       | 14                         | 6 avril 1971               |                            |                            | Jeune Europe                   | 96                               | Le Chasseur noir                  | janvier 1974 | Lombard                 | album broché en couleur                                                           |       |